# Shannonomyia abra
Shannonomyia abra är en tvåvingeart som beskrevs av Alexander 1949. Shannonomyia abra ingår i släktet Shannonomyia och familjen småharkrankar.
Artens utbredningsområde är Peru. Inga underarter finns listade i Catalogue of Life.